# دو آب، بامیان
دو آب (به لاتین: Do Ab) یک منطقهٔ مسکونی در افغانستان است که در ولایت بامیان واقع شده‌است. دو آب ۲٬۳۸۱ نفر جمعیت دارد و ۱٬۹۴۹ متر بالاتر از سطح دریا واقع شده‌است.